# Transportes Única Petrópolis
A Transportes Única Petrópolis, mais conhecida simplesmente como Única, é uma tradicional transportadora rodoviária de passageiros brasileira, que atua em conjunto com a Fácil Transportes e Turismo, sendo parte do conglomerado de transportadoras do Grupo Guanabara. Atua no Rio de Janeiro, na Baixada Fluminense, na Região dos Lagos e em Juiz de Fora.

## História
A trajetória da Transportes Única Petrópolis se inicia com a inauguração da Unica Auto Onibus S/A pelo empresário Augusto Filpo em 23 de dezembro de 1938. Inicialmente, a empresa operava a linha de ida e volta Petrópolis–Rio de Janeiro com apenas quatro veículos da marca International KB-11 que possuíam 24 poltronas cada. No entanto, a Única não a foi pioneira: a União Transporte Interestadual de Luxo (UTIL) – que surgiu em Petrópolis em 1936 – já operava na mesma linha desde abril de 1937 e, em 1961, mudou-se para sua atual sede em Juiz de Fora.
Assim permaneceu, até os dias de hoje, somente a Única e a Fácil na ligação entre a cidade imperial e a capital fluminense. Atualmente, pode-se considerar que existe um domínio em Petrópolis da Única no transporte intermunicipal. No Terminal Rodoviário Leonel Brizola, a empresa conta com sete guichês e com diversas plataformas para seus ônibus. A empresa encontra-se registrada no DETRO-RJ sob o nº 163.

## Críticas
- Tanto a Única quanto a Fácil têm sido alvo de críticas por parte de usuários principalmente da Baixada Fluminense. Muitos se queixam de haver discriminação nas condições dos ônibus que atendem aos municípios de Duque de Caxias e Nova Iguaçu, já que estes municípios são atendidos por carros bastante inferiores em relação às outras linhas - não há ar condicionado, não há ônibus seletiva, atrasos constantes, bancos desconfortáveis e superlotação (passagens continuam sendo vendidas mesmo com os ônibus estando cheios).[3][4]
- Usuários dos ônibus das linhas que atendem à capital fluminense, principalmente alunos de universidades públicas, reclamam do fato de não haver concorrência, e assim, dos valores das passagem serem altos e abusivos. Em alusão a isso, há até mesmo comunidade no site de relacionamentos Orkut cujo título é É Fácil ser a Única.[5]